# Paço da Torre da rua de D. Duarte (antiga rua da Cadeia)

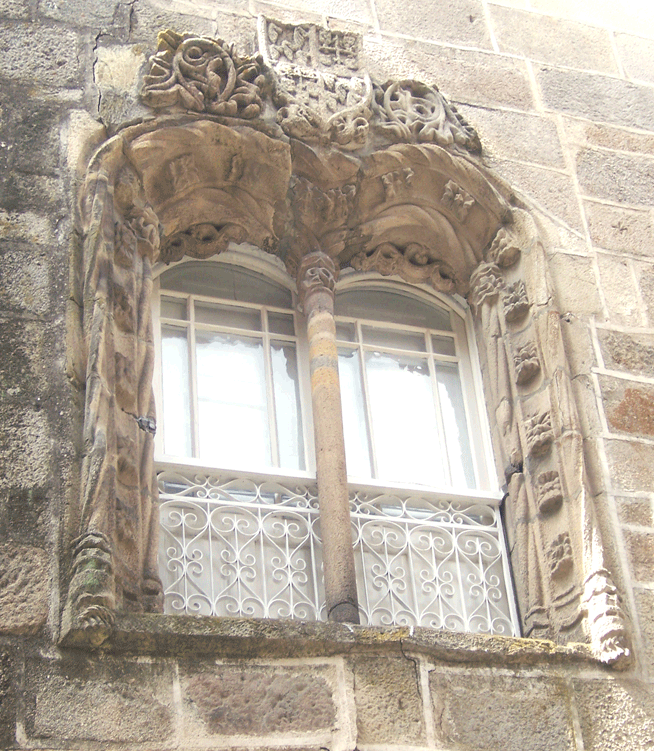
Janela manuelina do paço da Torre, armoriada de Abreu e Soares de Albergaria.

O Paço da Torre é um edifício trecentista com elementos manuelinos situado na rua de D. Duarte (antiga rua da Cadeia), na cidade de Viseu, estando classificado como monumento nacional desde 1910.
A Torre foi mandada construir no último quartel do século XIV pela condessa D. Isabel, senhora de Viseu (2 de Outubro de 1377), filha natural do rei D. Fernando I. Segundo uma tradição pouco sustentada, teria sido aí que nasceu o rei D. Duarte, a 31 de Outubro de 1391. Com a morte do infante D. Henrique, duque de Viseu, a 13 de Novembro de 1460, a torre passou para a posse do Cabido.

## Descrição
De arquitectura residencial dos finais do século XIV, com acrescentos manuelinos, trata-se de uma torre medieval siglada, de planta rectangular, inserida numa rua estreita, de massa simples, com acentuada disposição vertical, de empena recta com cornija e cobertura em telhado de duas águas. A fachada em cantaria bem talhada, define três pisos, sendo o primeiro cego, ou seja, sem aberturas. No segundo sobressai a referida janela geminada, bipartida por um colunelo cilíndrico, emoldurada por calabres torcidos e arcos policêntricos, com grossos toros que partem do topo do mainel e caem de ambos os lados, combinados com o exterior das vergas, com decoração vegetalista, encimado pelo já referido escudo de armas. O terceiro piso é rasgado por duas janelas de guilhotina polilobadas.

## História
O Paço da Torre entrou na posse da família Abreu em 1476, quando o Cabido da Sé emprazou a Antão Gomes de Abreu, fidalgo da Casa de D. Afonso V, e a sua mulher, uma torre na rua da Cadeia desta cidade, como cabeça de um vasto prazo que se estendia do rio Pavia ao Monte Salvato, abrangendo as quintas da Aguieira e de Stº Estêvão de Travassós. Irmão de D. João Gomes de Abreu, bispo de Viseu desde 1462 até à sua morte a 16 de Fevereiro de 1482, ambos filhos do senhor de Regalados e Valadares Diogo Gomes de Abreu, Antão Gomes de Abreu foi viver para Viseu após seu irmão ter sido sagrado bispo, sendo casado com D. Isabel Soares de Melo, filha de Fernão Soares de Albergaria, senhor do Prado.
Não é certo que Antão Gomes de Abreu tenha chegado a usar a torre para sua habitação, pois já vivia na cidade em 1476 e sabe-se que não foi ele, mas já seu filho, quem mandou fazer as necessárias obras de remodelação. Mas sua viúva e seu filho sucessor é seguro que aí viveram. Os filhos mais velhos de Antão Gomes de Abreu morreram solteiros e sucedeu na torre um dos mais novos. O primogénito, Diogo, morreu jovem, quando ia para a Índia. O segundo, João Gomes de Abreu, foi trovador e poeta do Cancioneiro, era fidalgo da Casa Real quando teve carta de privilégio de fidalgo a 23 de Março de 1491, e morreu na ilha de S. Lourenço (Madagáscar), também quando ia para a Índia. O terceiro, Vasco Gomes de Abreu, foi também poeta do Cancioneiro e capitão-mor de Moçambique e Sofala (1506), tendo falecido a 25 de Dezembro de 1507 no mar da Índia. O quarto, Lopo Gomes de Abreu, foi protonotário apostólico e cónego da Sé de Viseu. O quinto, Gonçalo Gomes de Abreu, também morreu quando ia para a Índia. Sucedeu na torre o sexto filho, D. Pedro Gomes de Abreu, nascido cerca de 1480, a quem, por morte de seu pai, o Cabido renovou em 1500 o prazo da torre da rua da Cadeia. E foi este D. Pedro quem fez obras na torre, sendo certo que aí viveu com sua mãe, mandando nomeadamente abrir-lhe uma belíssima janela geminada de corpo inteiro, com moldura decorativa manuelina, encimada pelas suas armas, um escudo esquartelado de Abreu e Soares de Albergaria.
Quando sucedeu na torre, D. Pedro Gomes de Abreu teria 20 anos de idade. Sabe-se que foi doutorado em Cânones, provavelmente na Universidade de Salamanca, vindo a suceder ao irmão como protonotário apostólico e cónego da Sé de Viseu, mas sem tomar ordens sacras. Com efeito, o autor visiense Manuel Botelho Ribeiro Pereira, nos seus «Diálogos Moraes e Politicos» (1630), diz que D. Pedro que «teve inumeravel copia de Beneficios e Abbadias, e não tinha ordens sacras». De Beatriz Pais Pereira, filha de Luís Mendes de Vasconcelos, deixou D. Pedro vários filhos, entre eles o sucessor no paço da Torre, Diogo Soares de Melo e Abreu, fidalgo escudeiro da Casa Real, que por disposição testamentária de seu pai instituiu o dito paço da Torre em cabeça de um morgadio, com capela na Sé de Viseu, da invocação de S. Domingos, onde sepultou o pai. Mais tarde, em 1567, instituiu, também na Sé, a capela do Calvário (ou de Jesus), armoriada com o mesmo escudo do paço da Torre, para onde trasladou os ossos do pai, colocando a seguinte inscrição: «Aqui jaz ho muito manificº snor d. perº guomez dAbreu».
O Paço da Torre passou depois aos morgados de Alvellos (Lamego), mais tarde viscondes do Serrado, pelo casamento a 21 de Fevereiro de 1644 na Sé de Viseu da herdeira, D. Ana de Melo e Abreu, neta do antedito Diogo, com Teobaldo de Lemos e Campos de Alvellos, 15º morgado de Alvellos, fidalgo da Casa Real, juiz dos órfãos de Besteiros (12 de Novembro de 1675), etc. Destes foi filho sucessor Henrique de Melo e Lemos de Alvellos, 16º morgado de Alvellos, fidalgo da Casa Real, contador e distribuidor da comarca de Viseu (4 de Dezembro de 1687), etc., que casou a 5 de Fevereiro de 1668 na Sé de Viseu com D. Francisca de Campos Coelho, genealogista das famílias de Viseu.
O paço da Torre foi classificado como monumento nacional por decreto de 16 de Junho de 1910 (DG 136 de 23 de Junho de 1910).